# Ivica Grlić
Ivica Grlić (München, 6. kolovoza 1975.) je bivši bosanskohercegovački nogometaš koji je najduže nastupao u MSV Duisburgu. Osim bosanskohercegovačkog, također ima i njemačko državljanstvo.

## Vanjske poveznice
- Profil Ivica Grlić